# Saissetia cassiniae
Saissetia cassiniae är en insektsart som först beskrevs av William Miles Maskell 1891.  Saissetia cassiniae ingår i släktet Saissetia och familjen skålsköldlöss. Inga underarter finns listade i Catalogue of Life.